# 107 (Fenur)
El servicio 107 es un recorrido de buses urbanos de la ciudad de Gran Valparaíso. Opera entre el Sector Troncos Viejos en la comuna de Villa Alemana pasando por el Sector de Belloto Sur y la Población Las Rosas en la comuna de Quilpué y el sector de Playa Ancha en la comuna de Valparaíso.
Su color característico es rojo con gris.
Forma parte de la Unidad 1 del sistema de buses urbanos de la ciudad de Gran Valparaíso, siendo operada por la empresa Fenur S.A.

## Zonas que sirve
|  | Villa Alemana |
|  | Quilpué       |
|  | Viña Del Mar  |
|  | Valparaíso    |

## Recorrido[1]
| - Villa Alemana - Alcalde Gandulfo - Cuarta - Los Algarrobos - Calle 1 - Alcalde Rodolfo Galleguillos - Carlos Saavedra - Huanhuali - Porvenir - Av. Troncos Viejos - Quilpué - Tierras Rojas - Los Lirios - Ovalle - Los Nardos - Marga Marga - Buenos Aires - San Martín - Freire - Blanco Encalda - Av. Diego Portales - Av. Los Carrera - Camino Troncal - Viña Del Mar - Camino Troncal - 1 Norte - Puente Casino - Av. La Marina - Av. España - Valparaíso - Av. España - Av. Errázuriz - Plaza Aduana - Antonio Varas - Av. Altamirano - Caleta Membrillo - Av. El Parque - Av. Playa Ancha - Galvarino - Alcalde Barrios | - Valparaíso - Alcalde Barrios - Galvarino - Av. Playa Ancha - Av. El Parque - Caleta Membrillo - Av. Altamirano - Av. Antonio Varas - Plaza Aduana - Av. Errázuriz - Av. Brasil - Av. Argentina - Av. España - Viña Del Mar - Av. España - Av. La Marina - Puente Ecuador - 1 Norte - Camino Troncal - Quilpué - Camino Troncal - Av. Los Carrera - San Martín - Buenos Aires - Marga Marga - Los Nardos - Ovalle - Los Lirios - Tierras Rojas - Villa Alemana - Av. Troncos Viejos - Porvenir - Huanhuali - Carlos Saavedra - Alcalde Rodolfo Galleguillos - Calle 1 - Los Algarrobos - Cuarta - Alcalde Gandulfo |